# Xylomoia lignea
Xylomoia lignea är en fjärilsart som beskrevs av George Francis Hampson 1918. Xylomoia lignea ingår i släktet Xylomoia och familjen nattflyn. Inga underarter finns listade i Catalogue of Life.